# Alphons Crolla
Joseph Alphonse (Alphons) Crolla (Valkenbrug, 3 juli 1893 - vermoedelijk Valkenburg, 27 februari 1978) was een Nederlands pianist en muziekpedagoog.
Hij was een zoon van Anna Eulalie Fralise en Pieter Joseph Crolla. Hijzelf was vanaf 1920 getrouwd met Maria Hubertina Juliana Antoinette ("Antonia") Lemmens (1893-1986).
Hij werd al op jonge leeftijd aangesteld als pianoleraar aan de Stedelijke Muziekschool Maastricht (1916). Hij was sinds 1920 in het bezit van diploma’s Middelbaar onderwijs voor piano en Algemeen muziekleer van de NTV. Hij was daarin de eerste Limburger. Hij speelde in die tijd nog binnen kamermuziekensembles en was fluitist in het Stedelijk Orkest Maastricht. Al snel had hij ook zitting in examencommissies. Vanaf 1927 was hij onderdirecteur van de muziekschool onder Henri Hermans. Toen Hermans zich geheel ging toeleggen op de ontwikkeling van het Stedelijk Orkest Maastricht werd Crolla de directeur (1936). Onder Hermans en Crolla ontwikkelde de muziekschool zich tot een erkend conservatorium; het aantal leerlingen nam substantieel toe van 300 in 1936 tot 1200 in 1956. In 1956 vierde hij zijn veertigjarig jubileum. Vlak daarna (1958) ging hij met pensioen, maar bleef zitting hebben in examencommissies tot voorbij zijn 77e verjaardag.
Onder zijn leerlingen bevonden zich Henri Arends, Paul Hupperts, Hein Jordans, Jan Hupperts, Martin Koekelkoren, Jos Cleber en Louis Toebosch. Door de groei van de muziekschoolopleiding kwam steeg het muziekleven in Maastricht in aanzien binnen de driehoek Luik, Hasselt en Aken, aldus De Nieuwe Limburger in 1956.
In 1970 ontving hij het Laureaat van de Arbeid. Al eerder was hij benoemd tot ridder in de Orde van Oranje Nassau, erelid/erevoorzitter van de KNTV, erelid van de Maastrichse Koninlijke Harmonie en lid van verdienste van de Mastreechter Staar. Hij was adviseur van de Zuid Nederlandse Opera.
Crolla overleed op 85-jarige leeftijd. Hij werd begraven op Begraafplaats Cauberg, Valkenburg.